# Yusuf Pirhasan
Yusuf Pirhasan és un director de cinema i televisió turc.

## Vida
Amb el seu treball a la sèrie de televisió Mucize Doktor va rebre el premi al millor director als 46ns premis Papallona Daurada (Altın Kelebek Ödülleri). És fill de Barış Pirhasan i net de Vedat Türkali.

## Filmografia
- 2006: Doktorlar
- 2012: Kurtuluş Son Durak
- 2013: Galip Derviş
- 2015: Baba Candır
- 2016: Seviyor Sevmiyor
- 2017: Kalp Atışı
- 2018: Bir Umut Yeter
- 2019: Mucize Doktor
- 2020: Sen Çal Kapımı
- 2021: Evlilik Hakkında Her Şey
- 2022: Kusursuz Kiracı
- 2023: Gülcemal
- 2023: Denizkızı

## Premis
| Any  | Premis                        | Categoria         | Receptor           | Resultat  |
| ---- | ----------------------------- | ----------------- | ------------------ | --------- |
| 2019 | Oaxaca FilmFest               | Millor pel·lícula | Kurtuluş Son Durak | Guanyador |
| 2019 | 46ns Premis Papallona Daurada | Millor director   | Mucize Doktor      | Guanyador |
| 2021 | 47ns Premis Papallona Daurada | Millor director   | Sen Çal Kapımı     | Nominat   |